# Pioz (kommunhuvudort)
Pioz är en kommunhuvudort i Spanien.   Den ligger i provinsen Provincia de Guadalajara och regionen Kastilien-La Mancha, i den centrala delen av landet, 50 km öster om huvudstaden Madrid. Pioz ligger 865 meter över havet och antalet invånare är 969.
Terrängen runt Pioz är kuperad österut, men västerut är den platt. Runt Pioz är det glesbefolkat, med 14 invånare per kvadratkilometer. Närmaste större samhälle är Alcalá de Henares, 16,0 km väster om Pioz. Trakten runt Pioz består till största delen av jordbruksmark.